# ژیمناستیک در بازی‌های کشورهای همسود
ژیمناستیک یکی از ورزش‌های بازی‌های کشورهای همسود است که از سال ۱۹۷۸ در این مسابقات برگزار می‌شود.

## مسابقات
| مسابقات | سال                | شهر         | کشور     |
| ------- | ------------------ | ----------- | -------- |
| XI      | ۱۹۷۸               | ادمونتون    | کانادا   |
| XII     | ۱۹۸۲ (برگزار نشده) | بریزبن      | استرالیا |
| XIII    | ۱۹۸۶ (برگزار نشده) | ادینبرو     | اسکاتلند |
| XIV     | ۱۹۹۰               | آوکلند      | نیوزیلند |
| XV      | ۱۹۹۴               | ویکتوریا    | کانادا   |
| XVI     | ۱۹۹۸               | کوالالامپور | مالزی    |
| XVII    | ۲۰۰۲               | منچستر      | انگلستان |
| XVIII   | ۲۰۰۶               | ملبورن      | استرالیا |
| XIX     | ۲۰۱۰               | دهلی        | هند      |